# Chromis margaritifer
Chromis margaritifer Fowler, 1946 è un pesce osseo appartenente alla famiglia Pomacentridae e alla sottofamiglia Chrominae.

## Distribuzione e habitat
La specie è diffusa nelle zone tropicali dell'Oceano Indiano orientale e dell'Oceano Pacifico occidentale dalle coste nordoccidentali dell'Australia alle isole Christmas e Lord Howe fino alle Tuamotu, le isole Izu in Giappone, le Sporadi Equatoriali e le isole Cocos. 
Vive in gruppi o solitario nelle parti esposte delle barriere coralline e nelle lagune (dove è più raro). Frequesta barriere miste di coralli e alghe calcaree o anche fondi rocciosi privi di madrepore. Si può trovare a profondità fra 2 e 20 metri.

## Descrizione
L'aspetto è quello tipico del genere Chromis. La colorazione è bruno scuro o nera nella parte anteriore del corpo e biancastra nella parte posteriore, le due colorazioni sono divise da una linea netta subverticale, il colore scuro comprende la parte spinosa della pinna dorsale e più di metà della pinna anale, compresi i raggi molli. Nell'areale indopacifico che occupa esistono altre specie come Chromis iomelas, C. dimidiata e C. xanthura che hanno un pattern di colorazione simile e si possono distinguere grazie alla maggiore o minore estensione della colorazione scura.
Raggiunge i 9 cm di lunghezza.

## Biologia

### Comportamento
È un animale diurno.

### Alimentazione
Si nutre di alghe e zooplancton (soprattutto copepodi e larve di pesci.

### Riproduzione
È una specie ovipara, le uova aderiscono al fondale e vengono sorvegliate dal maschio.